# Несвіцький Олександр Олександрович
Олександр Олександрович Несвіцький (21 липня 1855, Кременчук, Полтавська губернія — 16 квітня 1942, Полтава) — український громадський діяч, лікар, хронікер.

## Ранні роки та освіта
Олександр Несвіцький народився 21 липня 1855 року в місті Кременчук Кременчуцького повіту Полтавської губернії. Його батько був міським архітектором.

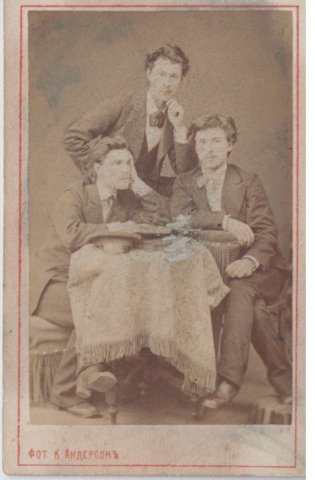
Студент О. Несвіцький (посередині) зі студентами Дмитром та Михайлом Білявськими. 28 лютого 1876

Освіту здобув у Полтавській гімназії. Після цього Олександр вступив до Санкт-Петербурзької медико-хірургічної академії. На п'ятому курсі його заарештували за активну участь у студентському революційному русі, а пізніше — вислали із Санкт-Петербурга та відрахували з академії. Він вступив до Київського університету Святого Володимира, який закінчив 1882 року з дипломом лікаря.

## Лікарська діяльність
Лікарську практику з 1880 року проходив у загоні з боротьби з епідемією дифтериту в Полтавській губернії, працюючи його завідувачем.
Після завершення навчання Несвіцький вступив на службу земським лікарем у Кременчуці. 1902 року разом із родиною він переїхав до Полтави, де працював міським лікарем, лікарем-консультантом внутрішніх хвороб при інституті шляхетних дівчат. У місті Несвіцький організував безкоштовну амбулаторію, якою керував понад 30 років. Після цього він керував амбулаторією трикотажної фабрики. У дитячих навчальних закладах Несвіцький започаткував санітарно-гігієнічний нагляд. Також він запровадив ведення паперових карток пацієнта. Загалом Олександр Несвіцький пропрацював лікарем 61 рік.
Несвіцький був автором наукових праць та статей з медицини.

## Громадська діяльність
Несвіцький входив до Конституційно-демократичної партії. Брав участь в організації сільських кооперативів, дитячих ясел, шкіл. Був обраний членом повітової вчительської ради.
Під час Української революції та національно-визвольних змагань 1917—1921 років Олександр Несвіцький занотовував події, що відбувалися в Полтаві, до свого щоденника. На початку 1990-х років рукопис віднайшов робітник Микола Пелих серед макулатури. 1995 року твір опублікував Державний архів Полтавської області під назвою «Полтава у дні революції та в період смути 1917—1922».
За участь у громадському житті в радянські часи Несвіцького визнали ветераном праці, а його ім'я занесли на Червону дошку пошани. Полтавська окружна рада профспілок присвоїла йому звання «Героя праці».

## Останні роки
1938 року Полтавське обласне управління НКВС сфабрикувало проти Несвіцького та його дочки Лідії справу за начебто організацію комітету з надання допомоги арештованим та їхнім сім'ям.
Помер 16 квітня 1942 року в окупованій нацистами Полтаві від інфаркту міокарда. Був похований на Монастирському цвинтарі. 9 грудня 2022 року на Монастирському цвинтарі віднайдено могилу Олександра Несвіцького.

## Родина
Олександр Несвіцький був одружений із Марією Ерастівною (Ерастимівною). У шлюбі народилися сини Олександр і Борис та донька Лідія.

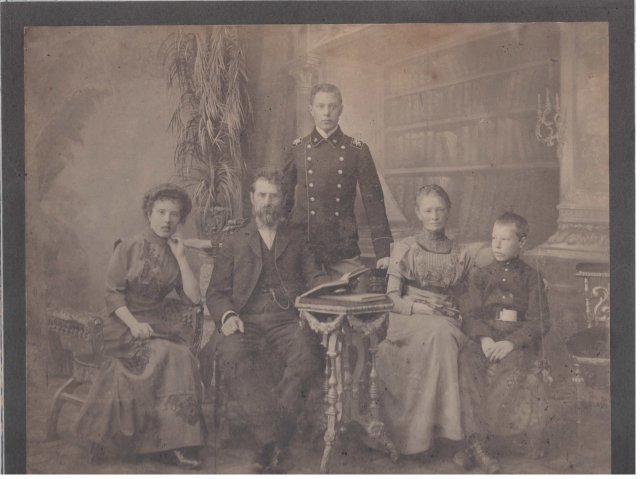
Родина полтавського лікаря Олександра Несвіцького. Зліва направо сидять: дочка Лідія, О. О. Несвіцький, дружина Марія Ерастівна, син Борис; стоїть син Олександр. Фотографія 1915 року
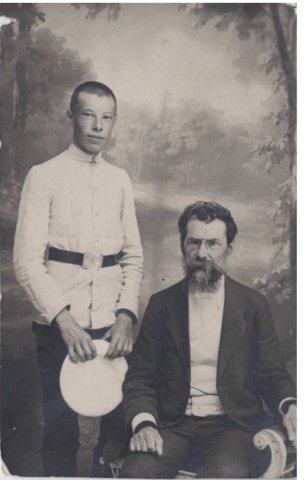
Лікар Олександр Несвіцький із сином Олександром у Полтаві

## Вшанування пам'яті
У Полтаві запропоновано встановити меморіальну дошкуна честь Олександра Несвіцького.
За результатами онлайн-голосування, проведеного серед мешканців Полтави 14-28 серпня 2023 року, за перейменування вулиці Герцена на вулицю Олександра Несвіцького висловилася більшість учасників (42,6 %). 26 січня 2024 року рішення про перейменування ухвалила Полтавська міська рада.

## Праці
Олександр Несвіцький був автором наукових праць на санітарно-лікарські теми у тогочасних періодичних виданнях.
- «Исследование гигиенической обстановки народных школ Кременчугского уезда» («Вестник общественной гигиены, судебной и практической медицины», 1893 та окремо)
- «Ящур у человека» (журнал «Врач», 1891)
- «Меры для борьбы с эпидемией дифтерита» (1890)
- «Земская ветеринарная помощь» («Вестник южно-русского. животноводства», 1908)
- «Медико-статистический отчёт о движении населения и о состоянии земской медицины в Кременчугском уезде» (1898)
- «К вопросу о земской медицине в Кременчугском уезде» (1898)
- «Чума» (1910)